# La esclava blanca
La esclava blanca  (no Brasil: A Escrava Branca; Inglês–The White Slave) é uma telenovela colombiana produzida e exibida pela Caracol Televisión entre 26 de janeiro e 25 de abril de 2016 em 62 capítulos.
Foi protagonizada por Nerea Camacho  e Orián Suárez e antagonizada por Miguel de Miguel e Norma Martínez  .
Em Portugal, a telenovela foi exibida na SIC Mulher (em versão original com legendas) de segunda a sexta às 17.05h.

## Sinopse
Victoria Quintero era uma menina recém nascida, filha dos proprietários Don Domingo e Sra. Elena Quintero, quando a ganância de um assassino matou seus pais. Don Domingo e Dona Elena, donos da propriedade El Eden, morreram em um incêndio provocado por seu vizinho, o fazendeiro Nicolás Parreño, que queria aproveitar suas terras. No entanto, Victoria foi salva por Lorenza, sua babá que era negra e escrava. Acompanhado por seu marido Tomás e sua filha Milagros, Lorenza levou Victoria a um palenque no fundo da selva.
No palenque, Victoria cresceu e viveu acreditando que as pessoas ao seu redor eram sua família. Durante os primeiros doze anos de vida, Victoria foi educada nos costumes dos escravos e recebeu a herança espiritual da África. Da mesma forma, ele conheceu o amor com o pequeno Miguel, filho do palenque, filho ilegítimo de Parreño e de Sara, uma escrava fugitiva.
Um dia, Victoria e Miguel se aproximam da cidade de Santa Marta para que ela pudesse ver como os brancos eram, mas foram descobertos e seguidos por um escravo, a mando da milícia local. Acreditando que ela era uma menina sequestrada, os soldados se preparam para atacar o palenque, enquanto Parreño, suspeitando que a menina sequestrada poderia ser Victoria, ordena a Enrique Morales, seu capataz, matar a garota.
Os soldados atacam o palenque e matam muitos de seus habitantes (entre eles, a própria Lorenza) e capturam e escravizam os sobreviventes. Na distribuição subsequente de prisioneiros, Tomás, suas filhas e Miguel tornam-se propriedade de Parreño. Enquanto isso, Victoria consegue escapar do ataque e de Morales e busca refúgio na igreja da vila, mas o padre Octavio a manda para um convento de claustro na Espanha. Lá, as freiras a ensinam a ler, escrever e orar, mas nunca conseguem adormecer seu espírito rebelde e o sonho de voltar para sua terra de origem para rever e salvar a sua tão amada família. 
Como adulta, Victoria consegue escapar do convento com a ajuda de sua melhor amiga, Remedios, e com seu retorno a Santa Marta, passa-se por Lucía de Peñalver, uma grande marquesa envolvida em casamento com Parreño. O plano inicial de Victoria é encontrar Miguel e sua família e levá-los, mas quando ele começa a conhecer a história de suas verdadeiras origens, ela mudará de idéia e decidirá destruir o senhor Parreño.

## Elenco
- Nerea Camacho - Victoria Quintero / Lucía de Peñalver, Marquesa de Bracamonte
- Orián Suárez - Miguel Parreño
- Miguel de Miguel - Nicolás Parreño
- Modesto Lacen - Tomás
- Norma Martínez - Doña Adela Vda. de Parreño
- Ricardo Vesga - Enrique Morales
- Viña Machado - Eugenia Vda. de Upton
- Miroslava Morales - Lorenza Aragón Yepes / Ayutunde
- Mauro Donetti - General Fidel Márquez
- Luciano D'Alessandro - Alonso Márquez
- Andrés Suárez - Capitán Francisco Granados
- Natasha Klauss - Ana de Granados
- Ana Mosquera - Milagros
- Paola Moreno - Remedios
- Carrell Lasso - Trinidad
- Cristina García - Isabel "Isabelita" Parreño
- Andrés Parra - Gabriel Márquez
- Leonardo Acosta - Dr. Arturo López
- Karoll Márquez - Jesús Pimentel
- Gianina Arana - Manuela Pimentel
- Roberto Cano - Felipe Restrepo
- Juan José Franco - Padre Octavio Bocanegra
- Bárbara Perea - Hilaria
- Leo Sosa - Siervo
- Margoth Velásquez - Ángela Lucumí
- Pedro Roda - Damián Caicedo
- José Julián Gaviria - Jaime López
- Andrea Gómez - Catalina Restrepo
- María Angélica Salgado - Candela
- Tracy Andrade - Enith
- Arnold Cantillo - Julián
- Alejandra Taborda - Rosa "Rosita"
- Sara Deray -  Lucía de Peñalver, Marquesa de Bracamonte
- Sara Pinzón - Victoria Quintero (menina)
- David Polanco - Miguel Parreño (menino)
- Karina Guerra - Bunme
- Nina Caicedo - Sara
- Adrian Makala - Jefe Prudencio
- Jeka Garcés - Paca
- Luis Fernando Patiño - Soldado García
- Aroha Hafez Navarro - Sor Alicia Gonzaga
- Carlos Duplat - Abad Rangel
- Camilo Sáenz - Joaquín Márquez
- Luis Miguel Hurtado - Abdul
- Federico Nieto "El Gazi" - Dr. Hernando Tarazona
- Juliette Pardau - Isabel de Parreño
- Humberto Dorado - Ministro-Juez
- Javier Sáenz - Notario
- Teo Sierra - Alberto
- Isabella García - Isabel "Isabelita" Parreño (menina)